# Municipio de Cascade (Míchigan)
El municipio de Cascade (en inglés: Cascade Township) es un municipio ubicado en el condado de Kent en el estado estadounidense de Míchigan. En el año 2010 tenía una población de 17134 habitantes y una densidad poblacional de 189,79 personas por km².

## Geografía
El municipio de Cascade se encuentra ubicado en las coordenadas 42°53′51″N 85°29′30″O / 42.89750, -85.49167. Según la Oficina del Censo de los Estados Unidos, el municipio tiene una superficie total de 90.28 km², de la cual 87.76 km² corresponden a tierra firme y (2.79%) 2.52 km² es agua.

## Demografía
Según el censo de 2010, había 17134 personas residiendo en el municipio de Cascade. La densidad de población era de 189,79 hab./km². De los 17134 habitantes, el municipio de Cascade estaba compuesto por el 93.5% blancos, el 1.49% eran afroamericanos, el 0.22% eran amerindios, el 3.07% eran asiáticos, el 0.02% eran isleños del Pacífico, el 0.41% eran de otras razas y el 1.29% pertenecían a dos o más razas. Del total de la población el 1.94% eran hispanos o latinos de cualquier raza.